# Martine Abdallah-Pretceille
Martine Abdallah-Pretceille, historienne de formation, est professeure émérite (depuis 2012) à l'université Paris-VIII (« Vincennes à Saint-Denis ») en sciences de l'éducation et en français langue étrangère (FLE) à l'université de Paris III Sorbonne nouvelle après avoir enseigné à l'université de Valenciennes et du Hainaut-Cambrésis.
Elle a été directrice de l'association Bernard-Gregory, dénommée désormais ABG-Intelli'agence de 2006 à 2012.
Elle a été professeure associée dans de plusieurs universités américaines dont l'université de New York, l'université Columbia,  Middlebury College  ainsi qu’à l’université libre de Bruxelles (ULB).

## Biographie
Martine Abdallah-Pretceille, après avoir été institutrice de 1967 à 1981, a exercé diverses fonctions dans la formation et l'encadrement des enseignants (Académie de Créteil, Académie de Clermont-Ferrand, Académie d'Amiens) tout en achevant une maîtrise d'histoire à l'université Paris 1 Panthéon-Sorbonne, avec un mémoire dirigé par Albert Soboul (Histoire de la Révolution française). Après un doctorat en Sciences de l'éducation soutenu en 1985 et une HDR en 1990, elle se spécialise dans la didactique des langues (enseignement précoce, enseignement du FLE) et la communication interculturelle. Nommée professeure à l'université de Valenciennes, elle y reste de 1991 à 1998 avant de devenir directrice-adjointe du Centre international d'études pédagogiques (CIEP).
De 1999 à 2012, elle est professeure à l'université de Paris VIII (« Vincennes à Saint-Denis ») et directrice de recherche dans la formation doctorale « Didactique des langues et des cultures » de l'UFR de didactique du français langue étrangère (DFLE) de l'université de Paris III Sorbonne nouvelle.
Parallèlement, elle effectue de multiples missions à l'initiative des bureaux de coopération linguistique et éducative des ambassades de France et d'universités étrangères. Elle rédige également de nombreux rapports pour des organisations comme l'UNESCO, le Conseil de l'Europe, l'OCDE, l'OFAJ, etc.

## Distinctions
- Officière de l'ordre des Palmes académiques
- Chevalière de la Légion d'honneur en 2009[1]

## Publications
- (dir.), Les Métamorphoses de l'identité, en collaboration avec J.C Ameisen, G. Chapouthier, M.C Castillo, G. Azémard, G. Camatarri, B Cyrulnik, Ed. Glissant, B. Fracchiolla, Paris, Economica, 2006  (ISBN 978-2-7178-5286-8),
- L'Éducation interculturelle, PUF, coll. no 3487, 2004  (ISBN 978-2-13-054402-9) 3e édition 2010
- Former et éduquer en contexte hétérogène : Pour un humanisme du divers, Paris, Economica, 2003  (ISBN 978-2-7178-4632-4) en coll. avec Louis Porcher
- Éducation et communication interculturelle, [2e éd.] - Paris, PUF, 2001 (Éducation et formation - L'éducateur)  (ISBN 978-2-13-052293-5)
- Vers une pédagogie interculturelle, Paris, Anthropos, 1999  (ISBN 978-2-7178-3122-1)
- en coll. avec Louis Porcher, Diagonales de la communication interculturelle, Paris, Anthropos, 1999  (ISBN 978-2-7178-3783-4)Vie privée
- Maîtriser les écrits du quotidien, Paris, Retz, 1998  (ISBN 978-2-7256-1939-2)
- « Pour une éducation à l'altérité », Revue des sciences de l'éducation, volume 23, numéro 1, 1997, p. 123-132
- (dir.), Quelle école pour quelle intégration ?, Paris, CNDP, Hachette éducation, 1992 (Ressources formation)
- La communication interculturelle entre pertinence et impertinence, Paris, L’Harmattan, 2020  (ISBN 978-2-343-20236-5)
- L’éducation interculturelle…, 6e édition, 2023. Traduit en japonais, 2021  (ISBN 978-4-560-51043-8). Traduit en coréen, 2010  (ISBN 978-89-460-5285-7), traduit en arabe, Éditions Oueidat, Beyrouth, 2003  (ISBN 9953-28-036-3), traduit en espagnol, Idea Book 2001  (ISBN 84-8236-207-0)
- Quelle école pour quelle intégration  (ISBN 978-2-01- 625317-5), 2e édition 2
- Des enfants non-francophones à l’école. Quel apprentissage ? Quel français ?, Armand Colin, 1982  (ISBN 2-200-10140-6)